# Stazione di Condove-Chiusa San Michele
La stazione di Condove-Chiusa San Michele è una stazione ferroviaria posta sulla linea del Frejus, a servizio dei comuni di Condove e di Chiusa di San Michele. L'edificio sorge sul territorio del comune di Chiusa di San Michele a nord della ferrovia a doppio binario.

## Storia
Il 26 novembre 1920 venne attivato l'esercizio a trazione elettrica a corrente alternata trifase
Nel 1947 la stazione mutò la propria denominazione da "Condove" a "Condove-Chiusa San Michele".
Il 28 maggio 1961 il piazzale di stazione fu convertito alla tensione continua.

## Strutture e impianti
Normalmente sul primo binario transitano i treni diretti in direzione Torino mentre sul secondo quelli diretti verso l'alta valle.
In passato la stazione era raccordata allo stabilimento di Condove delle Officine Moncenisio, specializzate nella costruzione di materiale ferroviario.